# Heinrich von Plonski
Heinrich Ludwig Franz von Plonski  (5 tháng 12 năm 1802 tại Bernau – 1880) là một sĩ quan quân đội Phổ, đã được thăng đến cấp Thượng tướng Bộ binh. Ông đã từng tham chiến trong ba cuộc chiến tranh thống nhất nước Đức.

## Tiểu sử
Sau khi rời khỏi đội thiếu sinh quân, ông gia nhập Trung đoàn Bộ binh số 19 với quân hàm thiếu úy vào ngày 9 tháng 7 năm 1820. Vào năm 1833, ông được thăng cấp trung úy. Sau khi được biệt phái vào Lữ đoàn Bộ binh số 10 từ năm 1837, ông là giảng viên của Trường Sư đoàn (Divsions-Schule) kể từ năm 1838 cho đến năm 1839. Vào tháng 1 năm 1839, ông trở lại phục vụ quân đội với cương vị là một trung đoàn trưởng, rồi được thăng cấp Đại úy vào năm 1847. Vào năm 1847, ông được phong quân hàm Thiếu tá, đồng thời giữ một chức Tiểu đoàn trưởng trong Trung đoàn Bộ binh số 13. Vào tháng 3 năm 1848, ông được thuyên chuyển vào Trung đoàn Dân quân số 30 và vào tháng 11 năm 1848 ông lại được chuyển sang Trung đoàn Bộ binh số Ông tham gia chiến đấu lần đầu tiên vào các năm 1848 – 1849, trong cuộc đánh dẹp quân nổi dậy tại Baden và vùng Pfalz.
Vào năm 1853, Plonski lên quân hàm Thượng tá và đến năm 1855 ông được thăng cấp Đại tá. Từ năm 1853, ông là Tư lệnh của Trung đoàn Phóng lựu số 7 (số 2 Tây Phổ). Vào năm 1854, ông nhậm chức Inspekteur der Jäger und Schützen, tức là Thanh tra của lực lượng bộ binh nhẹ (Jäger) và lính trơn (Schützen), trong Bộ Tổng tham mưu, đồng thời lãnh chức chỉ huy của Tiểu đoàn Jäger Cận vệ. Ông rời khỏi chức chỉ huy này vào năm 1856 và thay vì đó, ông được ủy nhiệm làm Tư lệnh của Quân đoàn quân cảnh Reitenden Feldjägerkorps. Tiếp theo đó, vào ngày 22 tháng 5 năm 1858, ông được bổ nhiệm chức Tư lệnh của Lữ đoàn Bộ binh số 16, nhưng chỉ 12 ngày sau thì ông lại một lần nữa được thuyên chuyển, lần này là sang Lữ đoàn Bộ binh Cận vệ số 4. Trên cương vị này, ông được thăng quân hàm Thiếu tướng vào tháng 11 năm 1858. Trong tháng 1 năm 1861, ông trở thành Tư lệnh của Sư đoàn số 12 và cùng tháng đó ông được lên quân hàm Trung tướng. Vào tháng 5 năm 1864, ông được chuyển sang nhậm chức ở Sư đoàn Cận vệ số 2.
Ông đã tham chiến trong cuộc chiến tranh chống Đan Mạch vào năm 1864, và được nhậm chức Tư lệnh Sư đoàn Cận vệ Tổng hợp, một sư đoàn được triệu tập để tham gia cuộc chiến này và thuộc biên chế của Quân đoàn III do tướng Eduard Vogel von Falckenstein chỉ huy. Hai năm sau, ông chỉ huy sư đoàn của mình trong cuộc chiến tranh với Áo. Vào ngày 30 tháng 10 năm 1866, ông được lãnh chức Tướng tư lệnh của Quân đoàn XI mới được thành lập ở xứ Hesse. Khi cuộc Chiến tranh Pháp-Đức (1870 – 1871) bùng nổ, ông giao lại chức chỉ huy của mình cho tướng Julius von Bose, những vẫn giữ chức Phó Tướng tư lệnh của Quân đoàn XI cho đến ngày 8 tháng 1 năm 1871 vì von Bose bị thương trong trận chiến khốc liệt ở Frœschwiller-Wœrth vào ngày 6 tháng 8 năm 1870. Sau khi cuộc chiến tranh chấm dứt, ông xuất ngũ với quân hàm Thượng tướng Bộ binh và giữ chức vụ Trưởng Đại tá (Regimentschef) của Trung đoàn Bộ binh "von Courbiére" (số 2 Posen) số 19. Ông đã từ trần vào năm 1880.

## Tặng thưởng
Heinrich von Plonski đã được phong tặng các huân chương nhưng:
- Huân chương Đại bàng Đỏ hạng I với Bó sồi và Bảo kiếm trên Chiếc nhẫn
- Huân chương Đại bàng Đỏ hạng II với Bó sồi và Bảo kiếm trên Chiếc nhẫn
- Giải thưởng phục vụ (Dienstauszeichnungskreuz) của Phổ
- Thập tự Danh dự hạng III Huân chương Vương tộc Hohenzollern
- Chỉ huy hạng II Huân chương Zähringer Löwen
- Huân chương Thánh Anna hạng I của Nga
- Chỉ huy hạng I Huân chương Gia tộc Công quốc Sachsen-Ernest